# ウナギ引き
『ウナギ引き』（ウナギひき、蘭: Het tekenen van de Paling、英: Drawing the Eel）は、17世紀オランダ黄金時代の画家サロモン・ファン・ロイスダールが17世紀半ば、板上に油彩で制作した風景画である。伝統的なオランダの祭であるブラッド・スポーツのパリングトレッケン (「ウナギ引き」と訳せる) を描いている。ニューヨークのメトロポリタン美術館に所蔵されており。美術史家ウォールター・リードキによれば、「美術館の創立時に取得された最良の作品のうちの1つである」。
本作は、17世紀半ばのオランダの村に設定されている。冬空と葉のない樹々を背景に、冬の祭に参加している多数の人々が建築物 (宿屋だと思われる) の周囲に集まっている。この群衆は、一般に「パリングトレッケン」、または「ウナギ引き」として知られている残酷な遊びを見ている。この遊びでは、通り過ぎる馬上の若い人々が、左の木から「宿屋」まで吊るされたロープに繋がれたウナギ (または、ニシン) を引き落としている。絵画は、空が非常に大きく描かれていること (画面の3分の2を占めている) と、ロイスダールが色彩として青を見事に使っていることにおいて記述されている。
メトロポリタン美術館は、1872年の美術館の開館前の1871年に、創立時の美術品購入の一環として『ウナギ引き』を取得した。